# Cantone di Villeneuve-le-Roi
Il Cantone di Villeneuve-le-Roi era una divisione amministrativa dell'arrondissement di Créteil.
È stato soppresso a seguito della riforma complessiva dei cantoni del 2014, che è entrata in vigore con le elezioni dipartimentali del 2015.
Comprendeva i comuni di:
- Ablon-sur-Seine
- Villeneuve-le-Roi